# سهل نهلة
سهل نهلة (بالسريانية: ܢܗܠܐ)‏، هي منطقة تقع بين محافظتي نينوى ودهوك بشمال العراق. وتنتشر بها عدة قرى آشورية وكردية. استوطنت معظم القرى عندما نزح إليها آشوريو حكاري في العشرينات من القرن العشرين. غير أن العديد منهم نزحوا إلى بغداد والموصل بعد المعارك التي تلت العصيان الكردي في الخمسينات والستينات من القرن العشرين. كما دمرت معظم القرى خلال حملة الأنفال بالثمانينات. حدثت اشتباكات بالمنطقة بين منظمة بيث نهرين الثورية والحزب الديمقراطي الكردستاني بعد إتهام الأخير بمقتل فتاة آشورية، أدت إلى مقتل أكثر من ثلاثين من البيشمركة. وشهدت حرب العراق عودة العديد من الآشوريين إلى هذه المنطقة بعد نزوحهم من بغداد والموصل.